# Агинская степная дума
Аги́нская степна́я ду́ма (1839—1903) — исторический орган местного самоуправления (степная дума) агинских бурят в Российской империи.
Кроме непосредственных административных функций, способствовала урбанизации в районе (её здание стало основой для развития посёлка Агинское) и концентрировала образованные кадры: сотрудники Думы создали корпус хоринских летописей.

## История
Изначально бурятское население Аги подчинялось созданной в результате реформ М. М. Сперанского Хоринской степной думе. Однако удалённость Хоринской степной думы от агинских родовых управ являлась преградой для решения административно-хозяйственных и личных дел. В ответ на жалобы населения в 1824 году была учреждена «на территории Аги одна главная инородческая управа». При выделении Агинского ведомства из состава Хоринской степной думы на территории первого оказались представители девяти хоринских родов: галзут (588 человек мужского пола), хуасай (836), хубдут (1079), шарайт (960), харгана (1827), худай (25), бодонгут (1261), хальбин (154), саган (870), всего 7 600 человек мужского пола. Управе подчинялись родовые управления, которых было 37: 9 родов агинских бурят разделялись на множество подродов и занимали различные участки степи.
В 1837 году бурятское население, жившее в Агинской степи (8 802 души мужского пола с жёнами и семьями), было отделено и отчислено в ведение Нерчинского округа.
В 1839 году на основании ходатайства местного населения создана Агинская степная дума и 6 подчинённых ей инородных управ: Цугольская, Быркецугальская (Бырка-Цугольская), Могойтуевская (Могойтуйская), Шолотуевская (Саган-Шулутайская), Кялинская, Тутхалтуевская (Тут-Халтуйская). Позднее была образована Тургинская инородная управа, затем Барун-Хоацайская инородная управа и Агинское сельское общество оседлых инородцев на правах инородной управы.
Изначально юрточный посёлок, Дума со временем обзавелась деревянным зданием, рядом с которым отстраивались китайские торговые лавки. С ростом постоянного поселения вокруг здания Думы вырос посёлок Агинское, ныне центр Агинского Бурятского автономного округа и Агинского района Забайкальского края.
Руководители Агинской степной думы создали ряд бурятских летописей, посвящённых в первую очередь хоринским родам Забайкалья. С 1858 по 1878 годы должность руководителя Агинской степной думы — Главного тайши агинских бурят — занимал Тугулдур Тобоев в чине коллежского регистратора. Во время службы он завершил свою хронику, которая датируется 1863 годом. В его подчинении состоял другой бурятский хронист — голова Бырка-Цугольской управы Вандан Юмсунов, летопись которого была закончена в 1875 году. В 1887 году написал свою хронику помощник главного тайши, зайсан галзутского рода Шираб-Нимбу Хобитуев.
В 1903 году Агинская степная дума была упразднена в рамках Волостной реформы, и вместо неё образованы Агинская и Цугольская инородческие волости, которые просуществовали до 1917 года.